# 遊戲王系列角色列表
日本漫画家高橋和希所著的漫画作品《遊戲王》及改編的动画《遊戲王》、《遊戲王—怪獸之決鬥》包含眾多角色。原作漫畫曾經改編成兩部動畫、且都進行了相當多的原創劇情，因此配音員部份、若無特別標明則為動畫版第二作的配音員。

## 主角團
武藤遊戲
故事的主角，第一代決鬥王。由於解開來自古埃及的「千年積木」遇見法老王的靈魂。起初誤以為法老王的靈魂是自己的另一個人格，但是後來和他成為夥伴一起並肩作戰。
真崎杏子
配音：動畫第一作： 嘉數由美； 許雲雲（三立都會台版）； 陳曉月（華視版）； 動畫第二作 齊藤真紀； 陶敏嫻； 吳小藝、廖欣怡（次元的黑暗面）
本劇女主角。童實野高中二年級學生，遊戲的青梅竹馬，對暗遊戲產生仰慕，胸圍根據雙六目測大於80公分。
夢想是在畢業後前往紐約學習舞蹈成為職業舞者，並將夢想的緣由設定為年少時父親因工作原因在紐約居住時，觀看舞台劇「黑魔導女孩 賢者之寶石」所感動。因此很希望能成為舞台劇的主角，所以一直拼命練習舞蹈。甚至為了存取學費而違反校規私自打工，因此在動畫第一作差點被蝶野老師以退學作為處分。動畫第二作改為險被要脅，雖然被城之內與遊戲發現自己私下打工的事卻獲得他們的支持。
初期因為成為夏迪測試闇遊戲的道具，察覺到當時的遊戲並非平常的遊戲，但是城之內及其他人都認為是自己看走眼。在一次火災事件中察覺到闇遊戲是寄宿在千年積木裡的人格，並不是沉睡在遊戲心中的人格。與闇遊戲約會時因自己的行動讓闇遊戲下定決心前往童實野美術館時親眼目睹記憶的石板，因此確定闇遊戲是獨立的靈魂。在戰鬥城市中被馬利克給狹持與操縱，但馬利克主要目的只是跟遊戲說話，清醒後仍被目的轉為向對付闇人格的馬利克給寄宿。在戰鬥城市決鬥飛船的初賽結束後追上伊西絲並詢問若闇遊戲「若集齊三幻神並尋回記憶，他的命運將會如何？」被伊西斯告知闇遊戲遲早都會回到他應去的地方(也就是冥府)。
二十周年劇場版《遊戲王：次元的黑暗面》裡，知道遊戲希望成為遊戲設計師，鼓勵遊戲朝著他的夢想邁進，最後跟遊戲一行人道別後搭機前往紐約。
城之内克也
遊戲最要好的朋友，是個勇敢善良、重視友誼的人。城之內很擅長打架，之後對卡片遊戲產生興趣。雖然在故事前期牌技不佳，但經常能靠運氣反敗為勝，之後技術也越來越好，成為闇遊戲對手的決鬥者。
本田广
動畫第一作： 置鮎龍太郎； 陳幼文（三立都會台版）； 洪耀陽（華視版）； 動畫第二作： 近藤孝行→菊池英博； 陳幼文； 竺諺鴻（次元的黑暗面）
遊戲的同班同學，城之內的損友，在原作中是男性主要配角中唯一一位沒有決鬥過、也不是決鬥者的人，但動畫的乃亞篇有決鬥過一次，當時跟龍兒與靜香組隊跟五巨頭之一大田宗一郎進行三對一的決鬥，但在途中為了讓御伽跟靜香獲勝而犧牲自己。
一開始和城之內一起欺負過弱小的遊戲，在城之內與遊戲成為朋友後，因為一次城之內和遊戲幫助自己告白的事件成為遊戲的朋友之一，重情重義，寧可自己踏入險境也要幫助朋友，也曾對遊戲説：“即使和我們這種人做朋友，你也一定不要動粗”。
動畫第一作擔任校內環境美化委員會會長，但第二作沒有此設定。
動畫第一作喜歡班上的野坂美穗，第二作喜歡城之內的妹妹靜香。
很擅長打架，負責吐槽或制止城之內的胡鬧，不過有時兩人也會一起胡鬧。在決鬥者王國篇、戰鬥城市篇中經常替遊戲及城之內援聲。
在決鬥王國城之內和龍崎決鬥時將野蠻人2號交給城之內幫助他打敗邪惡騎士龍，之後在遊戲vs貝卡斯時為了分擔遊戲的精神負擔與貘良潛入城堡深處去營救圭平。
決鬥都市篇中在城之內被古魯斯給奪走真紅眼黑龍內心十分消沉頹廢時用重拳打醒他。在決鬥城市大賽中城之內戰鬥時本田在醫院照顧靜香，也利用自己借來筆記本電腦把城之內的比賽情況告訴靜香，教給靜香要相信她的哥哥城之內、堅持到最後一刻的精神，後靜香出院被古魯斯給追逐時和龍兒保護靜香的安全。
在決鬥城市大賽中城之內被馬利克給狹持與操縱跟遊戲決鬥後恢復意識，但最後兩人都被大茅拖進海裡，在城之內落海前先拿到遊戲的鑰匙打開腳鐐讓他浮出海面，而自己立刻跳下海救起遊戲，原本想再去救城之內結果靜香給搶先。在王之記憶篇中被暗貘良的分身給操縱下行動跟表遊戲展開決鬥，後來在暗貘良的分身被表遊戲打敗後獲得解放。儀式之戰的最後目送亞圖姆離去。
御伽龍兒
 内藤玲； 劉傑； 張振熙（次元的黑暗面）
怪獸龍門骰（Dragon Dice Dungeon 簡稱D.D.D，動畫版改為Dungeon Dice Monsters，簡稱D.D.M）的創始者。
原作中由於其父親與雙六之間的恩怨促使他向遊戲挑戰；動畫版則改為由於貝卡斯為遊戲所敗而陷入意識不明，原本即將商業化的「D.D.M」也就被迫中止，因而對遊戲感到很不滿。曾使用不公平的BAR GAME跟城之內比賽，但後被遊戲輕易識破，因此多加一張鬼牌而改變規則而多次平手與落敗。之後以D.D.M向遊戲挑戰；敗給遊戲之後化解對遊戲的怨恨，成為遊戲的好友之一。同時收到國際幻象社也寄來電郵跟自己約時間簽署D.D.M商業化的契約。
戰鬥城市篇時回到日本，很愛慕靜香和本田互為情敵。在本田和靜香被古魯斯的成員給追擊中適時出現救下他們。而在大賽結束後便回到美國。乃亞篇時因與本田、靜香同行，所以與本田一起保護好靜香，因本田輕易的拿起理論上為虛擬影像的斧頭而對所在的世界產生懷疑。杜馬篇時是與蕾貝卡祖孫倆一起行動，經常叫蕾貝卡為貝琪，後來在世界大賽擔任導遊帶領遊戲等人在美國度假，大賽結束後便留在美國繼續研發龍門骰。儀式之戰時跑去日本找尋遊戲等人未果，碰上正在等候班機劃位的雙六後又遇上要追去埃及的圭平，三人就此一起前往埃及並且順利與遊戲等人會合，對於遊戲什麼都不說的就跑去埃及尋找闇遊戲的記憶十分不滿，於是事先通知所有認識遊戲的其他人。最後見證兩位遊戲的儀式之戰。漫畫版中則是一開始便一起前往。

## 海馬集團
簡稱KC，本劇最主要的跨國企業。過去在海馬剛三郎時期為軍事產業公司名為「海馬重機工業」；直至海馬瀨人接管將軍事產業轉換為遊戲開發產業，公司名改為「海馬娛樂集團」；員工人數兩千人，年營業額約13億美元，在美國設有分公司，自本劇以來專注於決鬥盤的開發。動畫版第二作完成「海馬樂園」，象徵童實野市數十年後的遊戲王5D's依舊存在，是Moment的製造商。
海馬瀨人
遊戲的宿敵。故事初期為了勝利實施不擇手段，藉以偽造卡片來騙取武藤雙六的青眼白龍，但這個行為被表遊戲發現而被闇遊戲打敗。在遇見埃及考古局局長伊西絲、並從她的手中得到神之卡「歐貝利斯克的巨神兵」後，為了得到決鬥王稱號、舉辦戰鬥城市大賽，將整個童實野市變成決鬥的舞台並立下賭卡規則，藉此吸引擁有另外兩張神之卡的獵卡集團古魯斯。雖然在漫畫中戲份僅在戰鬥城市後便結束，但在改編動畫的許多章節中成為主要角色。
海馬圭平
配音員：動畫第一作： 三輪勝惠； 陳曉月（華視版）；動畫第二作： 竹內順子； 陶敏嫻；模擬遊戲「遊戲王 膠囊怪獸 繁殖&戰鬥」-野田順子； 莊巧兒（次元的黑暗面）
海馬的親弟弟，雖然只是小學生但已經是海馬集團的副社長。《遊戲王R》中表示有天才般的網路智慧，原作中是海馬娛樂集團全系統的創造者是最了解海馬的人。初期非常很不信任遊戲一行人，之後完全改觀，為了讓海馬樂園大賽順利開幕希望遊戲他們能幫忙找出可疑份子。
動畫第一作是太空怪獸蛋棋子（膠囊怪獸）的冠軍，同時也是遊樂中心中以暱稱KAI取得日本第一遊戲高手（原作是海馬）；初期比哥哥海馬更為傲慢與狡猾，利用金錢操縱他人與煽動部下進行非法行為等。在DEATH-T篇遭到海馬給遺棄時被遊戲所救找回內心的良善；動畫第二作由於沒有寫DEATH-T篇，故刪去此一設定。
動畫第二作在决斗者王国篇由於海馬集團在哥哥被遊戲打敗促使業績大幅下滑，促使五巨頭偷偷地跟贝卡斯交易並在董事會議上推舉他為董事長的同時解除瀨人的董事長職務。當時因為目睹五巨頭和贝卡斯的交易遭到擄走，促使哥哥海馬前往決鬥者王國找贝卡斯挑戰的契機，儘管逃出後因為記恨促使一切開始的遊戲便找他挑戰，在遊戲斥責一番後被前海馬集團社員猿渡給帶走。更讓自己的灵魂被貝卡斯給封入卡中。最后在游戏打败贝卡斯時获救。
對於遊戲一行人是因為他們總是不遺餘力地幫助他們，所以會適當伸出援手。哥哥什麼也不說得直接跑去埃及時在機場巧遇雙六與御伽，三人一起前往埃及與哥哥、遊戲一行會合。於儀式之戰見證，對於真的有兩個遊戲十分驚訝，也不知道該幫哪個遊戲援聲。
《遊戲王R》中表示有天才般的網路智慧，原作中是海馬娛樂集團全系統的創造者。是最了解哥哥海馬的人。《次元的黑暗面》中在哥哥海馬與藍神發生衝突時帶走千年積木的碎片，也曾試圖阻止哥哥海馬搭上測試的次元穿梭機。

## 主要配角
孔雀舞（くじゃく まい）
配音員： 寺田はるひ； 陶敏嫻； 譚淑英
原作中少數的女性決鬥者，24岁，前期使用神鷹女郎（漫畫及動畫錯譯為「快樂女郎」）牌組，後期使用亞馬遜牌組。
她喜歡穿著暴露而性感的服裝。原本是豪華遊輪上的賭場發牌員，因為看太多在利益中沉浮的人們、因而非常討厭人類。自尊心極強，不相信同伴；抱持著孤高的性格，動畫版描寫其自幼雙親因事故去世後便單獨一人生活的過去。藉由塗在卡片上的香水味而辨明卡片的香水戰術屢戰屢勝，參加決鬥者的王國大賽之目的是想環繞世界一周或是購買諸如香奈兒及威登的名牌貨；於決鬥者王國大賽與城之內決鬥後似乎就對他抱持著好感。
在決鬥者王國篇與戰鬥城市篇、與遊戲等人保持亦敵亦友的關係。打入戰鬥城市八強賽，一度奪走馬利克手中的太陽神卻因為無法解讀古代文字而落敗遭受馬利克的黑暗遊戲的懲罰中昏迷陷入危險中，直至遊戲擊敗馬利克後才甦醒過來。
在杜馬篇不料卻受瓦龍邀請而投靠杜馬陣營，與組織內同樣對她抱有好感的瓦龍和城之內形成有點複雜的三角關係，跟瓦龍一樣都想跟城之內對決，但是決鬥權已先被瓦龍給搶去。瓦龍敗北後，終於如願與城之內展開決鬥，然而由於城之內在跟瓦龍的決鬥時就已經體力不支，在她尚未發動攻擊前就倒下，這時她總算是回心轉意，將城之內扶起來，在城之內說完一番話後即刻被推開。正當城之內靈魂被奪走的當下，內心難過不已，後悔莫及。
改邪歸正後，帶著城之內的「海爾摩斯之爪」前往帕拉迪晤斯大樓，試圖救回城之內與瓦龍的靈魂，不料在尋找達茲途中遇上拉費爾，進而展開決鬥，結果慘遭擊敗，臨走前對城之內感到對不起。從「奧雷卡爾克斯之神」解放後將一張神鷹女郎留在瓦龍床邊，接著就獨自離去。之後在第196及198集出現在日本街頭觀看遊戲決鬥；第220集出現在河堤邊；完結篇與薇薇安・翁搭檔和迷宮兄弟於萬里長城上決鬥。
於遊戲王GX漫畫版中，孔雀舞有以背影出現於十代所說的「傳說的決鬥者」之中。
貘良了
動畫第一作 柏倉つとむ 劉傑（三立都會台版）；動畫第二作 井上瑤→松本梨香 劉傑 盧傑群→黎景全、黃尉斯（次元的黑暗面）
千年輪持有者，住在千年輪裡的黑暗人格（闇貘良）想對無名的法老王（闇遊戲）進行復仇，與無名的法老王（闇遊戲）同為三千年前的古埃及歷史人物。相對於闇貘良而被稱為表貘良，然而與遊戲不同的是，闇遊戲現身時表遊戲仍然有記憶，而闇貘良現身時表貘良卻沒有記憶，因此表貘良對闇貘良現身期間的所作所為都毫無記憶。由於千年輪之故因此不得不四處轉學、一個人居住。由於孤獨、經常寫信給已經去世的妹妹天音。
很擅長玩TRPG，手十分靈巧、會製作TRPG中所需的場景與棋子，在闇貘良以TRPG對決遊戲等人時以表貘良的身份加入遊戲的隊伍並協助他們取得勝利。因將自身的靈魂封入骰子而亡，但是因仍是黑暗遊戲狀態，由NPC貘良施以白魔法而復活，後來製作所有人的旗子模型紀念這回的遊戲。在決鬥者王國篇與遊戲等人一起行動，在貝卡斯敗給闇遊戲後強行拿走他的千年眼並且據為己有，不同的是漫畫版中是殺害貝卡斯，動畫版中貝卡斯只是因為體力耗盡而昏迷。
在戰鬥城市篇時以闇貘良的身份打入最後八強，使用幽靈牌組，以獨特的威加盤戰術讓闇遊戲面臨戰敗危機，但最後仍敗給闇遊戲手中的歐西里斯的天空龍，在戰敗之時展現自己身為決鬥者的驕傲。在王之記憶篇中、體內的人格現身並展開終極的黑暗遊戲「黑暗的RPG」，與闇遊戲展開最終對決，期間甚至將自己一部分的靈魂寄宿在本田的身上，讓本田成為間諜跟著遊戲等人找到闇遊戲的真實姓名（動畫劇情）。在輸掉之後體內的黑暗人格隨之消失。在最後見證兩個遊戲的戰鬥儀式。
在動畫第二作中個性做些許改變，變得有點冒失，有時也會負責講解決鬥流程，並刪除漫畫中，其父是童實野美術館館長的這一設定，故也刪除掉美術館存有密室與收藏黑暗大祭司的木乃伊此一設定。
20周年劇場版中講明得到千年智慧輪的經過因此遭到藍神的追殺甚至因此消失，但在藍神敗給遊戲時回到現實世界。
馬利克·伊修達爾
 巖永哲哉 木村亞希子（幼少期） 于正昌 黃志明
守墓者一族‧伊修達爾家末裔，伊西絲‧伊修達爾的親弟弟。利希德的義弟。
戰鬥城市篇的主要反派、稀有卡竊盜集團古魯斯首領、千年錫杖持有者。持有神之卡「太陽神的翼神龍」。
由於身為守墓者一族的後裔，在10歲時被迫接受極為痛苦的守墓者儀式後產生出兇殘與暴虐的個性，然後一心一意只想毀滅掉一切，連自己的表面人格也不放過的殘酷人格（闇馬利克）。而馬利克則被稱為表馬利克。與武藤遊戲、貘良了不同，並非一個身體裡有兩個靈魂，而是一個雙重人格者，闇人格被利希德以私自刻在臉上的刻印給封印著，在闇人格出現時頭髮會向上豎起。
因年幼時十分嚮往地上的世界，為了慶祝自己11歲的生日在姐姐伊西絲違背禁令偷偷帶自己外出一次，因此撿到描寫著重型機車的雜誌。但此事禍及利希德遭到父親殘酷的刑罰而瀕死昏迷，更讓自己的闇人格覺醒奪取千年錫杖後殺死父親；並將父親背後所刻的碑文給剝下披在利希德的身上（動畫版並無此劇情），不過利希德恢復意識後再度壓抑自己的闇人格。目睹父親死亡後陷入情緒崩潰的邊緣，隨後現身的夏迪表示讓他誤以為是無名的法老王（闇遊戲）殺害父親的人，面對世代族人為無名的法老王守墓而被剝奪自由甚至於終生都要在地底生活的因素，自此對無名的法老王產生復仇的恨意，決意要抹殺掉無名的法老王取代他成為新的法老王來解放守墓者一族。甚至決定不擇手段的方式來達成目的；之後成立獵卡集團古魯斯組織盜走藏在王家之谷的兩張神之卡（最後一張神之卡歐貝利斯克的巨神兵因為伊西絲的阻撓下沒有奪取）。
在得知戰鬥城市的舉辦後來到童實野市並且決定參賽。起初操縱沉默的人偶以歐西里斯的天空龍跟闇遊戲對戰，讓闇遊戲陷入苦戰，但最後反被闇遊戲耗盡牌組以自取滅亡方式而失敗而終，也讓天空龍落入闇遊戲的手中（但實際上本人是有意圖要將歐西里斯的天空龍給闇遊戲）。待在戰鬥城市期間以那姆的偽名而行動；並與闇貘良達成協議以及用千年錫杖狹持與控制城之內和杏子，讓城之內與遊戲不得不進行要命決鬥。在八強賽中因利希德觸怒「太陽神的翼神龍」而陷入昏迷然後敗給城之內，使一直壓抑著自己的闇人格覺醒。後來透過附身於杏子得知殺害父親的真兇其實是自己的闇人格。在闇人格靠著自己擁有肉身的優勢，以太陽神戰勝孔雀舞、闇貘良及城之內後，與闇遊戲進行戰鬥城市的奪冠戰，一度被闇人格做為祭品，最終在利希德甦醒及勸說後下恢復意識，要求闇遊戲攻擊自己與闇人格。接著與闇人格成功對調過來，將闇人格給抹殺掉後就此投降，宣言即使自己背負著無法洗清之重罪仍要昂首闊步於光明中，在從阿爾卡人工島回到童實野市後，向闇遊戲道謝並就此乘船返回埃及。後於王之記憶篇再度登場主要是帶領遊戲等人前往記憶石板的所在之處。
由於闇馬利克覺醒時，表馬利克並不知道在這期間所發生的事，唯有伊西絲和利希德雖知道事情經過，卻沒有告訴他事實的真相。
闇馬利克在原作中有以千年錫杖將海馬集團的醫師給砍殺的殘酷描寫，動畫版中加以緩和，另外動畫版原創的乃亞篇裡是大肆破壞海底要塞的幕後黑手。
在漫畫及動畫中，為了表現出角色在精神上的分裂，將他的臉做出許多扭曲變形的效果，致使馬利克成為這種「顏藝」技術的始祖和代表。在遊戲王系列的動畫續作中大量使用這種手法來表現角色的臉部表情，但仍以馬利克的表情最為經典。
牌組以「太陽神的翼神龍」為主軸，有大量能讓翼神龍復活到場上的卡片。此外牌組中有許多卡都有獵奇的部分以表現出闇馬利克的殘酷性格。
川井靜香
配音員：動畫第一作： 根谷美智子；動畫第二作： 鮭延未可； 陶敏嫻
城之內的親妹妹，個性天真溫柔。年幼時父母離婚被迫和哥哥城之內分離，和母親在別處城市中生活。
動畫版第一作髮色為紫色，第二作則為褐色，文庫版封面則與城之內一樣為金色。
自小就患有眼疾，據城之內表示只有一位德國籍醫生才有辦法醫治，位於米里醫院（動畫版第一作為海容綜合醫院）住院接受治療；使用決鬥者王國的優勝獎金支付手術費用。決鬥城市篇手術後眼疾痊癒，並曾跳下海救起落海的哥哥城之內。動畫第二作中御伽和本田對自己抱持著好感，不過卻完全沒感覺到兩人的心意(兩親離婚，撫養權歸屬之故，所以與城之內的姓不同)，雖然父母離異分居兩地，但是兄妹關係非常親密。
野坂美穗
配音員： 尤加奈： 陶敏嫻（三立都會台版）： 龍德瓊
遊戲的同班同學，個性天真活潑，但有點自我中心的女孩在原作中是僅出場一回的角色，在動畫第一作中改為主角群之一。在動畫第二作開始沒有再登場。雖然成為本田所喜歡的對象，但本人很喜歡貘良了。
武藤雙六
配音員：動畫第一作： 青野武： 劉傑（三立都會台版）；動畫第二作： 宮澤正； 官志宏 / 梁興昌（超融合！跨越時空的羈絆）；模擬遊戲「遊戲王 膠囊怪獸 繁殖&戰鬥」-江川央生
遊戲的爺爺，玩具屋「龜」的店長。
年輕時是在世界各地活躍的賭徒及有名的決鬥者，進行任何遊戲都會穿著西裝，但若是敗北就會當掉西裝換上工作服；約40歲左右獲得收藏著千年積木的盒子，也是世界中僅有四張青眼白龍的擁有者之一。在取得通收藏著千年積木的盒子時過設置於王墓中的陷阱，卻遭到同行盜墓者的背叛遭到槍擊而摔落通道，之後被一名像少年般的法老王給救起，還被稱呼他為西蒙，暗示本人是亞圖姆身邊隨侍的西蒙的轉世。
於DEATH-T篇中敗給海馬，導致自己的青眼白龍被海馬給撕毀，只好把被封印的黑暗大法師託付給遊戲，讓遊戲順利的打敗海馬。
原作中似乎早已察覺到另一個遊戲的存在，請託遊戲再次給他欣賞三幻神，並要留在店裡展示時，被遊戲拒絕，並一時口誤說出了另一個我時質問遊戲，那個〝另一個我〞是否為無名的法老王，確定後便離開遊戲的房間。
個性非常好色，特別喜歡身材姣好的年輕女孩。
因為過往在埃及遭到槍擊腰部的緣故，導致一直有腰部的舊疾。
動畫第二作中變成城之內的師父，親自訓練城之內怪獸卡技巧，更在KC賽篇中以「面具人洛克」的假名現身並和城之內對決，雖然大家都認出自己的真實身分、但只有城之內並不知道。後來跑去埃及於儀式之戰中親眼見到棲宿於遊戲身上的法老王的靈魂，就是在當年救下自己的法老王。
於～超融合！超越時空的羈絆～中與遊戲一起去參加貝卡斯所主辦的活動，因為遭受帕拉杜克斯的攻擊而亡，但又因紅龍之力改變未來而存活。
於GX時執筆以戰鬥城市期間大小事的童實野町導遊書，並和在學校校外教學旅行的十代等人碰面。

## 海馬集團相關
海馬剛三郎
配音員：動畫第一作： 石塚運昇；動畫第二作： 小村哲生； 陳幼文： 黃志明
海馬集團前任社長。瀨人和圭平的養父，乃亞的生父。粗浓的一字眉，灰髮、灰黑色眼睛和穿著红色西装是他的特徵，擁有無限資金，但是為人獨裁，企圖支配所有一切。也在国际西洋棋界中名声显赫。
多年以前很疼愛自己的兒子乃亞讓他接受菁英教育，原本很期待乃亞能夠接班繼承海馬集團，但在乃亞10歲發生意外身亡時嘗試救他未果，為了讓乃亞復活將他的意識存入電腦空間。讓乃亚依靠机器繼續存活下去。後來為了找到能夠替代乃亚的身軀決定造訪孤兒院並遇見瀨人和圭平，要求瀨人以在西洋棋對戰中獲勝作為養子的交換條件，當瀨人以作弊獲勝時就收留他和圭平，但後來把濑人培养成几乎无所不能的精英更把他所开发的虚擬影像系统用于战争，當瀨人表達不滿時以「唯有以軍需產業來掌控一切」為由將他給驅逐出去（那也是瀨人最後一次稱呼自己為父親）。
當瀨人18歲時給予他是否能成為海馬集團接班人的考驗，把海馬集團的股份各撥2%（總計十億美元）分給瀨人及圭平，其中撥給瀨人的股份作為借給他的創業資金，要求瀨人在一年內增加一百倍的金額，使得瀨人開始策劃出收購海馬集團股份的計畫，同時說服五巨頭倒戈協助，途中因瀨人認為圭平叛變將他給驅逐，因此趁勢將圭平拉入自己的陣容。一年後瀨人召開緊急董事會議，當前局勢為瀨人持有49%的股份，自己則持有51%的股份，趁勢宣布海馬集團正式破產、一切業務移到子公司繼續經營，還嚴正要求瀨人必須償還借給他的費用，可是卻因為圭平突然跑來將他擁有的2%股份交給瀬人使得情勢逆轉，最後使自己被迫自盡利用測驗在乃亞的系統上於虛擬世界中復活向瀨人展開復仇。
乃亞篇中當乃亞敗給遊戲等人後在虛擬世界中現身在乃亞、遊戲一行人與瀨人的面前，向眾人道出自己只想讓兒子乃亞永遠活下去、選擇養子瀨人作為乃亞的身軀以及奪回自己所創立的海馬集團的實情，認為瀨人不再是乃亞的身軀，同時也不再需要瀨人的協助後利用電腦網路的連結技術刪除連接現實與虛擬世界的出口，試圖將海馬集團整個接收並且不再轉讓給任何人。而自己在虛擬的海馬企業大樓等瀨人過來，在決鬥中雖然以黑暗大法師應戰卻敗給瀨人，最後仍然不服氣打算手刃瀨人時卻因遊戲帶他返回現實，在前往現實不成被乃亞利用電力之網給綑綁住。最後在衛星導彈炸毀海底移動要塞讓虛擬世界全遭到破壞殆盡時被迫與乃亞同歸於盡。
磯野
配音員： 岩崎征實； 官志宏 /  陳幼文（次元的黑暗面）： 盧傑群
海馬集團的社員，負責擔任戰鬥城市的司儀及裁判。

### 五巨頭
漫畫版中只是配角，動畫版原創中成為反派角色。這五人是海馬集團的五位幹部以及執行董事，過去曾為海馬剛三郎效力，可是卻因為他們的話完全不被剛三郎給聽進去（繼剛三郎之後再來是瀨人），所以當年在剛三郎測試他的「兒子」海馬是否能繼承海馬集團的時候受到海馬的影響轉變為協助他掌管海馬集團。然而在剛三郎垮台後，面對瀨人開始對公司的獨裁統治產生反感，根據小吾郎表示他們到最後只是隨意讓人使用的工具。
動畫版原創起初在海馬被遊戲擊敗後陷入意識不明導致公司業績大幅下滑，雖然擁有60%股份來擺平業績危機，為了重建集團打算將持有股份賣給貝卡斯、並在董事會議上推舉他上台同時下架瀨人。不過在貝卡斯被遊戲擊敗後，由於跟貝卡斯合作的私自企圖被海馬查獲，海馬也嚴正下令立刻解僱他們，至於他們則建議海馬嘗試挑戰以他們所開發的實感虛擬遊戲：戰鬥怪獸冒險遊戲「決鬥者之怪兽勇者」並且分出勝負後再下決定，相反的若未破關就要待在虛擬世界終直到獲勝為止。五人自從海馬挑戰開始後就一直在觀看進度，雖然一度把海馬困在虛擬世界，但在發現圭平把遊戲一行人帶來以後就命令海馬集團的前員工猿渡阻撓他們。由於遊戲一行人的加入使得戰況風雲變色，因此決定在最後關卡進入冒險世界，化身成「五頭神龍」向遊戲一行人與海馬展開反擊，最終被遊戲與海馬的「龍騎士之神」擊敗困在虛擬遊戲世界裡。
之後在乃亞篇中再度登場，奉乃亞之命以賭命決鬥的方式向海馬及遊戲一行人展開復仇，分別對戰時只有太田勝利，其他落敗的四人違反乃亞的命令而被強制召回，只好向乃亞提出再次決鬥的要求並在獲勝後藉此獲得真實身軀，結果卻在總決戰輸給遊戲與城之內，打算用硬搶的方式卻又被乃亞給強制召回，最後從乃亞的口中得知虛擬世界中沒有任何東西是實體的真相後，被乃亞在電腦空間的深淵中給抹滅。
大下孝之助
聲優： 齊藤信行→園岡新太郎； 陳幼文（冒險遊戲篇）→官志宏（乃亞篇前期）→于正昌（乃亞篇中期）→劉傑（乃亞篇後期）
五巨頭之首，海馬集團的忠實員工，因併購大量公司企業而有「妖怪」的異名。
乃亞篇以「深海戰士」出現在遊戲的面前跟他進行賭命對決，為「五帝龍」的水屬性祭品。
大瀧修造
配音員： 大谷亮介； 陳幼文
海馬集團前人事部長。55歲，對企鵝產生興趣。
年少時因雙親的爭執感到很孤單，所以曾在動物園中觀看企鵝讓自己獲得不少安慰。之後向海馬提出要求在海馬樂園中建立企鵝樂園（包括游泳池）；但海馬卻以「建造什麼企鵝的樂園？如果是同樣的動物我寧可選擇貓熊。」的拒絕理由為此產生不滿。
乃亞篇以「惡夢企鵝」出現在杏子的面前跟她進行賭命對決，為「五帝龍」的風屬性祭品。
大岡筑前
聲優：鶴岡聰→八代進一； 于正昌（冒險遊戲篇→乃亞篇前期）→官志宏（乃亞篇後期）
海馬集團的前律師。乃亞篇以「審判官」出現在城之內的面前跟他進行賭命對決，因為在決鬥中實施作弊手段被乃亞判定城之內不戰而勝，但因城之內仍然與自己比完決鬥最終獲勝而敗。為「五帝龍」的地屬性祭品。
太田總一郎
配音員： 杉野博臣； 官志宏
「海馬重機工業」的武器工廠廠長，外號「工廠的鬼上校」，擁有劍道五段的實力。
乃亞篇以「機械軍曹」出現在本田、御伽、靜香的面前跟他們展開進行賭命對決，雖然被靜香擊敗，但因本田的生命值於決鬥中歸零的情況下，因此在決鬥中戰敗的情況下獲得真實身軀，為「五帝龍」的炎屬性祭品。在最後決鬥中敗給遊戲與城之內後，自己好不容易得到的身軀被乃亞給強制收回。
大門小吾郎
聲優：竹本英史→いずみ尚(舊藝名泉尚摯)； 于正昌
海馬的最初幹部，曾接受剛三郎的命令並在海馬接受考驗時擔任他身邊的貼身助理。
乃亞篇以「人造人電子機器人」出現在海馬的面前跟他進行賭命對決，為「五帝龍」的闇屬性祭品。

## 學園篇
牛尾
聲優：動畫第一作- 大友龍三郎、動畫第二作- 岸祐二；官志宏、遊戲王5D's- 落合弘治； 陳幼文
童實野高中的風紀委員，被稱為「魔鬼風紀牛尾」。
會先對欺負人的學生施以暴力，之後再向被欺負者索取極為龐大金額的酬勞；最後被闇遊戲施予「GREED─欲望的幻像─」的懲罰遊戲，將落葉和垃圾當作是錢的幻影〈動畫版改為落下水溝內，受到怪物攻擊的幻影〉。
和遊戲王5D's出現的衛星區警察牛尾哲設定上是同一人。
導播
ZTV台的導播，擅長偽造節目的內容。
為了報導校園暴力，教唆副導演藤田扮做暴力加害者攻擊遊戲；城之內前來制止藤田時，被搗亂拍攝計畫的經紀人憤而圍毆城之內。因此被闇遊戲施予「馬賽克幻想」的懲罰遊戲，眼前所見全部變成馬賽克。動畫版並無登場。
騒象寺
童實野高中的學生，很愛唱歌但是極度音痴。非常強迫花咲友也兜售價格十分昂貴的個人演唱會歌票。因此於黑暗遊戲「沉默遊戲」中落敗；被處以「心臟祭」的懲罰，動畫版並無登場。
罪犯777號
聲優：檜山修之
額頭上有著數字777的刺青，自童實野監獄逃獄的死刑犯，本名不詳。逃獄後因飢餓來到杏子打工之處並將杏子做為人質；由於對杏子施暴而觸怒闇遊戲，被施予懲罰遊戲而全身燒傷送醫。
動畫版叫テツ，對於易容很拿手。跟漫畫相反，運氣很差，想偷竊下手卻都被捷足先登。跟闇遊戲玩黑暗遊戲的戲份轉至更兇狠的動畫原創罪犯ジロウ上。
狐藏乃
聲優：千葉繁
童實野高中一年A班的學生，是自稱有超能力的預言家，實際上是個騙子、以超能力為藉口對女學生性騷擾。於動畫第一作13集登場。
豬頭吾郎
童實野高中三年D班學生，擔任文化祭實行委員長。經常以強橫的手段破壞遊戲班上的攤位來擴張御好燒攤位面積，於黑暗遊戲「鐵板冰上曲棍球」中落敗；全身被黑色火藥引起的爆風所燒傷。
GX中有名字出現於童實野町居民名簿上，動畫版並無登場。
蝶野
聲優：勝生真沙子
童實野高中的女教師，有著愛哭痣；臉上塗著極厚的妝，真面目十分老醜。於學校中宛如瑪丹娜般的存在，但是卻常以細微的原因迫使學生退學；又被稱為是「退學魔女」，其中又以男女交往為大宗，起因是她相親失敗許多次。由於企圖在全班前面公開本田與杏子的秘密，受到闇遊戲的懲罰而在全班面前崩落化妝。
鞋店老闆
賣球鞋的老闆，是個會雇人搶走顧客鞋子並再次販賣的奸商。與闇遊戲進行黑暗遊戲並落敗。
蛭谷
聲優：石井康嗣
隣玉高中的不良學生，率領許多部下。個性十分冷血，與中學時代放蕩的城之內有著淵源；但由於分別進入不同高中，兩人關係逐漸疏遠。為了拓展地盤邀請城之內加入遭拒後，騷擾城之內的同學。組織成員被闇遊戲打倒，而本人最後被城之內所打倒。
金倉
聲優：青森伸
童實野美術館館長。
贊助吉森教授的挖掘行動，但是實際目的是為了販賣這些古物來獲取高額金錢。向遊戲借千年積木並企圖販賣的行為觸怒夏迪，因此遭受黑暗遊戲的審判心臟破裂而亡，動畫版則是陷入意識不明。
吉森
聲優：野島昭生
童實野大學教授，與雙六交情頗深。
鯨田
聲優：飯塚昭三
身材肥大的男性，飼養的電子寵物會不斷地吃掉他人的電子寵物，最後被遊戲所飼養的電子寵物「U2」徹底打敗。
花咲友也
從美國來的少年，性格懦弱。和父親同樣是美式英雄ZOMBIRE的狂熱粉絲。
長得像李小龍的男子
一個外型和服裝都很像香港电影武术家李小龍的人 ，擅長玩格鬥遊戲、也擅長打架，但毫無武德。因為遊戲技術不如遊戲就動粗搶走他的千年積木。但野因此被城之內給教訓一頓落入河中。
鶴岡
童實野高中的教師，相當注重考試成績，是個禿頭。
節目監製
一個惡德的獎金遊戲節目監製，誆騙參賽者參加電視節目的獎金挑戰賽，事實上卻暗中作弊、使那些參賽者無法得到獎金。
名蜘蛛廣志
聲優：富田真
擅長玩怪獸戰鬥機，他靠著賭博規則、在擊敗他人的怪獸戰鬥機將其奪走，再轉賣獲得利潤。
撲克牌炸彈魔
聲優：中尾隆聖
利用撲克牌預告爆炸的時間，也用撲克牌玩遊戲，決定爆炸那個車廂。動畫版中則是利用氣球選擇爆炸車廂。
井守 初
聲優：浦和惠
遊戲的同班同學。用禁忌的道具「龍牌」向遊戲挑戰，想要取代遊戲成為「黑暗守衛」。龍牌是個敗戰者的心會被封入「心鎮壺」的恐怖遊戲，井守成功贏過遊戲，但在千鈞一髮之際碰觸到被井守搶走的千年積木，闇遊戲得以出現並擊敗井守，井守的心就被封印至心鎮壺之中。
動畫版則是井守被不良少年欺負時不小心解開龍牌的封印衍生出傲慢的心。最後輸給遊戲，被封印至心鎮壺中的就是井守傲慢的心，本人沒事，並與闇遊戲把龍牌重新封印不再碰觸。是個漫畫跟動畫版差異很大的人物。
根津見
一個被溜溜球玩家給霸凌的學生，非常討厭玩溜溜球。
刈田
聲優：平野正人
童實野高中體育教師，經常對自己的態度很不滿的學生實施像青蛙跳等處罰(包括遊戲、本田、表貘良與城之內)，因為侮辱表貘良因此被闇貘良的黑暗遊戲變成TRPG中的人偶。

## DEATH-T篇
喬治
本田姊姊的兒子，外表雖是嬰兒；談吐和作為卻非常像中年人，個性上非常好色。對誰都是不放在眼裡，不過卻很敬畏海馬，動畫版並無登場。
謎之暗殺者
DEATH-T中海馬雇用的遊戲參加者之一，國籍不明。現職的殺手，被他盯上的獵物其生存率是0。動畫版並未登場，由原創的前女性軍人─藍（聲優：西川宏美）代替其位子。
波布・馬克該亞
聲優：佐藤正治
DEATH-T中海馬雇用的遊戲參加者之一，國籍為美國。前SWAT狙撃班的領導，無論目標多遠也會命中，動畫版的名稱更改為黑。
強尼・肯
聲優：江川央生
DEATH-T中海馬雇用的遊戲參加者之一，國籍為美國。前美國特殊部隊上校，擅長越野戰鬥，動畫版的名稱更改為紅。
海馬家管家
聲優：西村仁
原本類似是海馬瀨人的發言人，於DEATH-T2「恐怖區」中擔任「死亡電椅」的操控者，同時也專門督導瀨人的課業。乃亞篇裡出現於海馬的回憶畫面中。
開膛手傑克
DEATH-T中海馬雇用的遊戲參加者之一。

## 決鬥者王國篇
昆蟲流羽蛾
配音員： 高乃麗； 劉傑、馮美麗（第124集代配）； 王夢華
「魔法&巫術」卡片大賽的全日本冠軍，使用昆蟲牌組，代表卡是「大飛蛾」（決鬥者王國篇、戰鬥城市前篇）、「昆蟲女王」（戰鬥城市前篇、杜馬篇）。
個性狡猾卑鄙，為了確保勝利，在決鬥者王國篇時將遊戲的王牌「黑暗大法師」扔進大海，因而使闇遊戲和城之內稱他為「昆蟲混蛋」。在戰鬥城市篇時雇用少年（聲優：山崎みちる）把對自己有利的「寄生蟲」卡混進城之內的牌庫裡並與城之內決鬥。在杜馬篇與龍崎藏身於一個大包包藉此前往美國的國際幻象社總部打算從去尋找稀有卡。接著在看見遊戲被拉費爾擊敗後，受到杜馬的力量吸引進而加入的杜馬的門下。在通往佛羅里達的火車上與闇遊戲在車頂上進行決鬥，由於數度刺激闇遊戲，讓闇遊戲以魔法卡「狂戰士之魂」憤怒地對自己進行追加攻擊（即使生命值歸零也一樣），這段劇情成為遊戲王動畫的經典橋段並產生大量此段動畫的惡搞影片。從「奧雷卡爾克斯之神」解放後心有不甘和龍崎前往海馬樂園偽裝成福誠•薩利姆找遊戲與城之內展開復仇，結果被圭平識破，並在決鬥中被奇古瞬間秒殺，接著和龍崎被強制遣返回日本。王之記憶篇於遊戲等人前往埃及的前夜盜取了裝有千年神器及三張神之卡的包包卻被闇貘良給擊昏過去（原作漫畫為一身分不明的男子）。
動畫版中與龍崎經常一起行動。第198集返國後，與龍崎仍舊不滿遊戲獲勝。第220集與龍崎出現在街道。完結篇與龍崎展開決鬥。
恐龍流龍崎
配音員： 藤井欣→中村悠一； 于正昌
全日本亞軍，使用恐龍牌組，代表卡是「真紅眼黑龍」（決鬥者王國篇，後為城之內所有）、「暴君龍」（杜馬篇）。在戰鬥城市篇中雖然有參賽，但很快就被天才絽場擊敗。
動畫版中由於在決鬥者王國初戰中被城之內打敗而奪走真紅眼黑龍，對城之內便抱著強烈的憎恨心；於戰鬥城市後被杜馬的力量吸引進而加入的杜馬的門下，但依然敗給城之內。從「奧雷卡爾克斯之神」解放後和羽蛾前往海馬樂園偽裝成福誠•薩利姆找遊戲與城之內展開復仇，結果被圭平識破，並在決鬥中被奇古瞬間秒殺，接著和羽蛾被強制遣返回日本。王之記憶篇於遊戲等人前往埃及的前夜盜取了裝有千年神器及三張神之卡的包包卻被闇貘良給擊昏過去〈原作漫畫為一身分不明的男子〉。
動畫版中與羽蛾經常一起行動。第198集返國後，與羽蛾仍舊不滿遊戲獲勝。第220集與羽蛾出現在街道。完結篇與羽蛾展開決鬥。
梶木漁太
配音員： 浪川大輔、幼少期：中尾友紀； 劉傑（第7集）→官志宏（第56集起）
全日本季軍，性格豪爽，使用海洋牌組，代表卡是「海龍神」（決鬥者王國篇），「傳說的漁夫」與「要塞鯨魚」（戰鬥城市前篇）。為了擁有一艘漁船而參加比賽，之後敗給遊戲，兩人成為朋友。戰鬥城市篇再度登場，敗給城之內，兩人也成為朋友，並轉贈父親給他的卡「傳說的漁夫」。此張卡曾在乃亞篇被五巨頭1—大下孝之助使用過。第220集在某片大海捕魚。完結篇有自己的船隊並在回到碼頭遇見準備向自己挑戰的絽場。
基斯·霍華德
配音員： 駒田一； 陳幼文
前美國冠軍，是名獎金高手，外號「盜賊基斯」，戴著美國國旗圖案的頭巾。使用機械牌組，代表卡是「左輪手槍龍」與「角子老虎機」。
過去被貝卡斯設計而懷恨在心因此自甘墮落。打入決鬥者王國半決賽時敗給城之內，不但作弊的行為被貝卡斯發現，仍然不服氣並勒索獎金為由準備對貝卡斯開槍，被貝卡斯處以黑暗遊戲，持槍的手變成手槍開槍射殺自己。動畫版改為被貝卡斯按下的地板機關掉落大海，之後被古魯斯發現而獲救，還被馬利克給控制跟遊戲決鬥，由於貘良的阻撓導致精神混亂砸毀千年積木後慘叫著逃走，從此下落不明。
在《遊戲王R》中登場，是作為夜行從冥府喚回貝卡斯的實驗品，因為對夜行說謊所以導致夜行的性格扭曲，對打敗自己的城之內抱有怨恨，後因使用邪神消耗過多的體力而昏迷，城之內把從他的桌上摸走的時間機器還給他，希望他能變回那個第一次接觸戰鬥怪獸遊戲時的單純決鬥者。
鬼骨塚
聲優： 鈴木真仁； 陶敏嫻
盜賊基斯的手下，使用鬼魅牌組，決鬥實力非常弱。外貌與鬼魂相似，據佐竹表示任何人看到他一定會把他當成可怕的鬼。決鬥者王國篇與其兩名好友佐竹（聲優：森訓久；台灣：官志宏）、高井戶 清（聲優：竹本英史；台灣：劉傑（第17、18集）→陳幼文（第79集））一起跟隨盜賊基斯，還把城之內抓來迷宮洞穴並進而展開決鬥，可惜輸給城之內，接著在盜賊基斯命令之下將遊戲等人困在迷宮裡，不料卻被盜賊基斯毆打，金屬星星也全被奪走。在戰鬥城市篇再度登場，以嚇人來騙取六張拼圖卡取得晉級權，並發誓要給盜賊基斯展開報仇，不料卻在決鬥中輸給闇貘良被黑暗遊戲給吞噬，所蒐集到的五張拼圖卡也全歸闇貘良所有。

### 國際幻象社
設計、製造、販賣魔法&巫術（動畫版為怪獸之決鬥）的遊戲企業，英文為Industrial Illusions，簡稱I2。名譽會長為貝卡斯‧J‧克羅佛多。
貝卡斯·J·克羅佛多（ペガサス・J・クロフォード）
配音員： 高杉'Jay'二郎 ； 官志宏 / 何志威（超融合！跨越時空的羈絆）
國際幻象社的社長，故事中的TCG「魔法＆巫術卡」（動畫版中改稱為決鬥怪獸）的發明者，同時也是未嘗敗績的一流決鬥者。是決鬥者王國篇的主要前反派。
千年古物千年眼的持有者，能洞穿他人心思，並將他人的靈魂封進卡片之中。有著秀麗的銀色長髮（漫畫前期為金色），身穿紅色西裝，經常會說英語。平時舉止優雅，但在進行黑暗遊戲時會非常冷酷。
非常喜歡美式卡通，使用的卡通牌組也以美式風格強烈的「卡通」（トゥーン）為主題。牌組的核心是能讓怪獸全部變成卡通角色的魔法卡「卡通世界」，而且此卡只有自己才擁有，非卡通世界的怪獸無法去攻擊卡通世界的怪獸。
美國拉斯維加斯出身，年輕時想成為畫家，但在痛失愛人辛蒂亞後變得自暴自棄。後來到埃及旅行時無意間撞見千年寶物的試煉進而成為千年眼的持有者，需以付出一隻眼為代價而得以開啟冥界之門再度見到辛蒂亞一面。但未能滿足的他嘗試取得海馬集團的即時虛擬影像系統，試圖讓辛蒂亞能夠得以實體化，並因此與五巨頭聯合奪取海馬集團，又挾持圭平以取得鑰匙的資料。在被遊戲打倒時，道出自己的目的與說明千年寶物皆有邪惡意識，並訝異於闇遊戲似乎不同於他所認知的千年寶物之力不受操控甚至能自由使用，而且是擁有自我意識的存在，而非千年寶物具現遊戲心中的黑暗所創造出來的意識；讓闇遊戲意識到自己並非現世的人，自此開始質疑自己的身份。
在戰鬥城市篇中，藉夏迪之口說明自己創造戰鬥怪獸時，因執著於必須製造出傳說中的三幻神而與另兩名學者一起去收藏石板的地下神殿，結果造成兩名學者發生事故身亡，而自己在創作三幻神的途中作夢到三幻神，並因此意識到自己雖然讓三幻神重現於世但沒有人有能力操控三幻神，之後前往埃及將三幻神交給伊西斯封印在王家之谷中。在動畫中的杜馬篇中遭到加入杜馬的孔雀舞擊敗而被奪走靈魂，被亞曼爾達假冒身分與海馬決鬥，在事發之前邀請遊戲等人前來美國的國際幻象社大樓，並給他們一張空白的魔法卡，而此卡就是能讓傳說之龍呈現出真正面貌的「傳說之心」。
《遊戲王R》中有提及在得到千年眼不久後，便收養許多孤兒並積極培育其決鬥技術，養子之一的月行認為可能是為彌補無法與戀人廝守的遺憾。
漫畫版是在決鬥者王國篇的末尾敗給遊戲後，於決鬥者們離開決鬥者王國後遭到暗獏良的刺殺而身亡，導致千年眼也被對方奪走。動畫版中則改成經過及時的搶救而撿回一命，之後的遊戲王動畫如GX、5D's與劇場版都是以貝卡斯仍存活的狀況下發展的。
《遊戲王GX》中，對於隼人的卡片設計很讚賞而聘請他成為社員；雖然失去千年眼不過依舊能夠輕易看穿别人的想法。在看過十代的決鬥後認同他是除了遊戲、海馬、城之內、艾德以及約翰之外也能算入自己五隻手指中的最優秀決鬥者。
在《～超融合！超越時空的羈絆～》中成為帕拉杜克斯的行刺目標。(如果身為戰鬥怪獸卡之父的貝卡斯身亡，則《遊戲王》的世界會產生動搖根基的巨大影響，《遊戲王GX》、《遊戲王5D's》的世界也將不復存在)。
Mr.克羅柯茲
聲優： 永野善一； 于正昌
貝卡斯的管家，負責在決鬥者王國篇擔任決鬥的司儀。動畫版中於原創的杜馬篇邀請遊戲他們前往美國、搭上貝卡斯的飛機。
猿渡
聲優： 岡崎雅紘； 陳幼文
國際幻象社社員，前海馬集團社員。於DEATH-T篇時背叛海馬集團，向貝卡斯洩漏海馬集團的機密。決鬥者王國篇後受五巨頭之託將遊戲等人給困在冒險世界，可惜到最後因遊戲等人的清醒以失敗告終被迫撤退離去。
辛蒂亞
聲優：水野理紗
貝卡斯的戀人，14年前和貝卡斯相戀，但在17歲時染上重病過世。
貝卡斯企圖奪取海馬集團的目的就是為了取得虛擬影像實體化系統，讓他所製作的辛蒂亞卡片實體化。此外，貝卡斯獲得千年眼時所許下的願望需以一隻眼為代價就是為了能夠再見到她。

### 貝卡斯所派出的決鬥者
死者的腹語師
聲優： トニーヒロタ； 陳幼文
國際幻象社派遣的黑暗玩家之一，手上操縱著海馬形狀的人偶，並以猿渡盜得之海馬牌庫與遊戲展開決鬥。
動畫版中改為化妝為海馬的外表，並自稱是海馬的亡靈；名字更變為死之物模仿師，擁有與原作相反的豐滿體型，擁有高超易容技術，類似川劇的變臉。漫畫版中敗北後被闇遊戲施加看見自己的玩偶變成自己模樣的幻影的懲罰，動畫版是直接被打碎心靈，而透過螢幕觀察的貝卡斯手裡的酒杯甚至被其力量給震碎。
其牌組被闇遊戲收走並代為保管。
黑暗玩家
聲優： かねこはりい(舊藝名金子はりい)； 陳幼文
國際幻象社派遣的黑暗玩家之一。外表是非常壯碩的男子，利用深夜的優勢突襲決鬥者（包括孔雀舞）。
於漫畫版中是使用絞索套住闇遊戲的頸子，被闇遊戲以語言誘使陷入陷阱最後自取滅亡，後來被闇遊戲施加看見自己落入絞刑台的幻影，動畫中則是以腳銬拘束住闇遊戲的行動，並以火焰噴射器威嚇，敗北後敲壞火焰噴射器的開關，卻沒想到闇遊戲以其自身的力量製造出火焰漩渦被打破心靈。
迷宮兄弟
聲優：迷（兄）- 松山鷹志； 官志宏、宮（弟）-西村仁； 劉傑（怪獸之決鬥）梁興昌（GX）
一對光頭雙胞胎兄弟，迷是哥哥，宮是弟弟，國際幻象社派遣的黑暗玩家之一，躲藏在地下的迷宮中。
王牌怪獸是「迷宮守門人—雷風水魔獸」，為三隻一體的魔獸。
登場戰為遊戲王系列裡的第一次雙人戰，對手是遊戲跟城之內，使用話術迷惑決鬥者，也就兩扇門都是正確的門，但同時也是錯誤的門這種騙術，但被闇遊戲以錢幣騙術（其中一枚兩面分別寫些迷與宮二字）反將一軍。完結篇於萬里長城上對上薇薇安與孔雀舞。
之後在《遊戲王GX》中也有登場，對手是十代跟丸藤翔，並成為與決鬥王武藤遊戲決鬥過的傳聞中的決鬥者。

## 戰鬥城市篇
伊西絲·伊修達爾
配音員： 島本須美、幼少期-野川櫻； 馮美麗、陶敏嫻（幼少期）
20歲，埃及考古局長官，馬利克·伊修達爾的姐姐，同為守墓者一族的後裔，千年首飾的持有者，身穿白色連身服。個性沉穩恬靜，唯有遇到與弟弟馬利克有關的事會驚慌失措。對闇遊戲是稱呼為法老王並且很尊敬他。
她一切的行動都是為了阻止弟弟馬利克對闇遊戲展開的復仇行動，在馬利克盜走兩張神之卡並離開埃及後代為率領守墓者族的名義以舉辦特展為名義將石板帶到日本，並將歐貝利斯克的巨神兵交給海馬，並驅使他舉辦戰鬥城市大賽，並且自己也上場比賽。不惜違反規定也要透過能預知未來的千年首飾之力來進行決鬥，使用「現世與冥界的逆轉」戰術，將擅長牌組破壞的海馬逼入徹底的絕境，此戰術被闇馬利克稱為「最恐怖的牌組破壞」並表示表馬利克從來沒有在決鬥中贏過任何一次。但最後卻因為千年錫杖讓海馬看到古代的景象，促使其召喚青眼白龍並改變未來因而敗北，千年首飾也因此失效。
之後告知遊戲等人隱藏在三千年中，隱身在黑暗中的守墓者一族的歷史與伊修達爾家的慘劇經歷，並且將拯救馬利克的希望與千年首飾託付給遊戲。戰鬥城市結束後、闇馬利克被打敗而被消滅後，跟馬利克、利希德回到埃及。之後在遊戲一行人抵達埃及時協助安排他們的交通事宜。與祭司愛西斯長的很像，動畫中因看到黑魔導而產生異樣的熟悉感，暗示她很有可能是愛西斯的轉生。是千年神器持有者之中唯一一位沒有藉著神器之力開啟黑暗遊戲，也沒有使用過懲罰遊戲的人。
天才絽場
配音員： 伊藤舞子； 劉傑
自稱有超能力，能透過宇宙的意志來讀取對手的思想，不過事實上是以他的弟弟們在遠處以望遠鏡窺視對手手牌，再以暗號傳遞訊息。初登場時以此戰術擊敗硬漢龍崎，接著挑選城之內為對手，但是這個戰術被城之內識破，落敗後改邪歸正，坦言自己會不擇手段是為了保護年幼的弟弟們不受欺凌，比賽後並且將蕾雅卡：電子機器人讓渡予城之內。
完結篇出現在碼頭，準備向梶木漁太展開決鬥。
史蒂夫·強尼
聲優：近田英紀； 官志宏
在跳舞遊戲機的世界裡算是一等一的強者，但對杏子有點輕浮。事實上除了舞蹈外，戰鬥怪獸卡的世界裡也保有連續四百場不敗紀錄；但當了解自己正與遊戲對決時便自願認輸劃下不敗紀錄之休止符。
原本對於舞蹈有著熱情與夢想，但僅參加一次舞蹈大賽落敗後就一厥不振，經杏子的提醒才又重新振作起來。
Mr.小丑
御伽龍兒的父親，過去於和雙六競爭千年積木時落敗；所玩的遊戲是一種以自身的年歲為代價，一年一步，有點類似大富翁的黑暗遊戲，因敗北而受到遊戲的詛咒而變老至五十歲。
曾是雙六的弟子，後奪走千年積木亦故意砸碎，在企圖拚好千年積木時，因千年積木造成的幻影引起大火。
動畫版並未登場。

### 古魯斯
在世界闇處活躍的稀有卡（舊譯蕾雅卡）竊盜集團，首領為馬利克·伊修達爾。用武力強奪，非法量產稀有卡；獲得非法的大量利益，名字由來是伊斯蘭傳說的食屍鬼。北美版因宗教緣故，僅統稱為稀有卡獵人。
馬利克·伊修達爾
參照#主要配角。
利希德
配音員： KONTA； 陳幼文
守墓者一族‧伊修達爾家族收養的孤兒。
在滿十歲前因馬利克的出生而失去繼承的資格，被伊修達爾夫人拜託要守護弟弟馬利克。以僕人的身分自居代替伊修達爾夫人細心的照顧伊西絲姊弟，在馬利克滿十歲被迫接受守墓者儀式時，在臉上刺下封印刺青藉此封印住馬利克的闇人格。為了慶祝馬利克的生日而與伊西斯偷偷策畫讓馬利克出去外面一次卻被兩人的父親發現因遭受重罰而瀕死昏迷，使馬利克的黑暗人格甦醒並親手弒父。雖然知道真相卻對馬利克隱瞞然後默默遵從他的命令參加戰鬥城市，偽裝成馬利克並進入八強，但在使用偽造千年錫杖與太陽神的翼神龍時引起神怒陷入昏迷，導致闇馬利克再次覺醒。最終決賽強撐著走到決鬥塔的塔頂說服馬利克即使身處黑暗也要不斷往上攀爬尋求光明，讓馬利克有生存意志並且親手跟闇馬利克做個了結。戰鬥城市結束後對伊西絲說他們是伊修達爾家族僅存的最後三人而感到被認同感，與伊西絲姊弟回到埃及。王之記憶篇再度出現與伊西絲姐弟一同在機場迎接遊戲一行人。
稀有卡獵人
配音員： 竹本英史； 陳幼文
古魯斯的稀有卡獵人之一，名字不詳，牌組內有三套偽造的黑暗大法師，被馬利克說是組織內最弱的稀有卡獵人。
初登場時以黑暗大法師打贏城之內。在與闇遊戲對決時，戴著的隱形眼鏡可以看見卡片的圖案，但是被闇遊戲看穿其戰術與王牌，以「連鎖破壞」輕鬆打倒。
魔術師潘朵拉
配音員： 子安武人； 官志宏
組織裡實力排名第二，另有外號「差遣黑魔導的魔術師」。利用名為「脫衣舞孃」〈裁切卡片，使其容易置於上方〉的技法作弊，迅速取得王牌。
與闇遊戲同樣使用以黑魔導為主的牌庫，所以要爭奪誰才是最厲害的「黑魔導之主」這個稱號，與遊戲進行輸了就會被鋸掉身軀的賭命決鬥。動畫版中面具下有著很嚴重的傷痕。過去被馬利克搜尋記憶時發現有兩次痛苦的過去記憶，分別是表演魔術時失敗後失去戀人卡多莉奴、以及溺愛自己的母親去世。北美版由於進行賭命決鬥中使用的電鋸的描寫手法過於殘劣在進行修改。
沉默的娃娃
非古魯斯正式成員，由於過去殺害雙親；受到良心的譴責而自我封閉，馬利克便以千年錫杖操縱他成為傀儡。動畫版為單純的默劇表演者。
光之假面＆闇之假面
聲優：光- 水島裕； 陳幼文、闇- 石井康嗣； 官志宏
古魯斯成員，熟練的雙人搭檔，操縱以假面為主的牌庫。王牌是假面魔獸帝司卡帝斯。
遊戲與遊戲搭檔與他們進行輸了就會墜樓的雙人對決，初期以合作無間的默契逼得遊戲和海馬節節敗退，但在海馬與遊戲的挑撥之下、兩人開始分裂最後落敗。但由於自己的身上裝了降落傘，因此即使墜樓也沒有身亡。
卡片店店長
聲優： 木內秀信； 官志宏
發送決鬥盤的卡片店店長，其實是古魯斯的內應，透過資料查詢可以尋找哪個決鬥者持有蕾雅卡，再告知其他蕾雅卡獵人進行狩獵。在原作中是潘朵拉的另一身分，動畫中無此設定。而自己建立的卡片店的地下室就是闇遊戲與潘朵拉交手的地下決鬥場。

## 王之記憶篇
波巴沙
聲優：水島裕； 叶伟麟
原作與動畫版的個性完全不同，原作的個性沉穩，自身就是肉身儲藏庫(文庫版改為是將可以嵌放千年神器的盔甲穿在身上)，鑰匙是可以吞入肚子，是負責保管千年神器的守墓一族，並考驗遊戲等人是否有資格能夠進入亞圖姆的記憶世界尋找他的名字；動畫版的個性則無憂無慮，不停地唱著名字的接龍歌，最後是唱著〝波巴沙的沙是再見(さよなら)的沙〞後消失在遊戲一行人的面前。
動畫版中非常容易肚子餓，不過這是對尋找王者之名的人要通過的考驗，如果飽足身體會膨脹、並且能飛行帶領找王者之名的人來到王者之名所在的王墓入口處，最後將遊戲一行人帶往王之名所在的王墓，由於使命已經達成因此在遊戲一行人面前消失。
漫畫版中真實身分是石板精靈哈珊的另一個面貌，動畫版中變更為夢幻的NPC。

### 古埃及六神官
瑟特（日语音同「濑人」）
聲優： 津田健次郎/矢澤喜代美(幼少期)； 劉傑
六神官之一，千年錫杖的擁有者，也是六祭司的倖存者。海馬瀨人的前世，是實力最強的神官，也是法老王的堂兄，十分好戰的青年。
操縱精靈「杜歐斯」；個性、外表和海馬相似，遊戲一行人初次見到他時也真的誤以為是海馬。
原作中有點不滿亞圖姆，從來沒展示過自身的真正實力，曾在練習賽後向亞圖姆挑釁，但被亞圖姆以最弱的精靈小精靈給打倒。動畫版中則是對亞圖姆有著絕對忠誠心。
原作在佐克滅亡後受阿克納帝的操縱與亞圖姆決鬥，動畫版更改為在與佐克決戰前決鬥；擺脫控制後和亞圖姆共同與佐克決戰，動畫版的個性在遇到奇莎拉時變得溫柔許多。幼年由於阿克納帝隱藏事實之故，與母親住在國境旁的村子裡；由於被灌輸自己的父親在年幼時在戰場上犧牲的說法而長大，因此很尊敬父親，不過在原作裡有出現與母親一起目送父親前往克雷·艾爾納村的畫面。
動畫版中還是年少時在從人口販子手中拯救了跟他同年紀的奇莎拉，導致自己的村子被不甘損失的人口販子給縱火而毀滅，母親也因而不幸罹難。之後通過王宮的所有試驗經由阿克納帝指導與推薦，比瑪哈特早一步成為六祭司，也把阿克納帝當作父親般尊敬。漫畫版裡救助奇莎拉是為了得到與神匹敵的精靈，動畫版裡是為了能得到守護法老王的力量才會幫助奇莎拉。在大邪神佐克被消滅後接受亞圖姆之託成為下任法老王。最終在亞圖姆回歸冥界時出現於冥界之門中來迎接他。
卡利姆
聲優： 川中子雅人； 于正昌； 羅偉民
六神官之一，千年天秤的擁有者，與利希德的容貌十分相似。操縱精靈「詛咒之龍」來戰鬥，與盜賊王巴库拉一戰中身受魔物人骨龜攻擊而亡，動畫版則是傷重將力量全部託付給夏達后力竭而亡，動畫中追加對愛西絲抱持著好感的設定。對於亞圖姆是發自內心的尊敬，以守護亞圖姆，甚至為他而戰死視為最高榮耀。最終在亞圖姆回歸冥界時出現於冥界之門中來迎接他。
夏達
聲優： 佐佐木望； 官志宏
六神官之一，千年鑰匙的擁有者。夏迪的前身。操縱精靈「雙頭的聖豺狼戰士」來戰鬥，在與佐克‧內洛法一戰中為了保護亞圖姆而亡。
愛西絲
配音員： 島本須美； 馮美麗； 莊巧兒
六神官之中的唯一女性，千年首飾的擁有者。操縱精靈為擅長偵查的「蘇碧莉雅」，原作中是少數與大邪神佐克‧內洛法一戰後的存活者，動畫中則在戰中為了找回千年神器然後交給亞圖姆而犧牲自己，最終在亞圖姆回歸冥界時出現於冥界之門中來迎接他。
外表與伊西絲十分類似，漫畫中沒有明顯指出是否為她的轉世；動畫版中則暗示這點，另外動畫中追加對瑪哈特抱持著好感的設定。
瑪哈特
聲優： 小嶋一成/岩間健兒(幼少期)； 于正昌； 羅偉民
六神官之一，個性溫柔和善，為負責監視王族的墳墓的王家警備團的團長；操縱精靈「幻想的魔術師」
剛開始似乎是六祭司中實力最弱的，但其實本人是封印自己一部分的魔力來壓制住千年輪的邪念，據西蒙表示解放魔力的瑪哈特其實力為六神官之首。
千年輪的擁有者，未成為神官前是亞圖姆的玩伴兼隨侍，年少時曾為了保護亞圖姆而被毒蛇給咬傷，被亞圖姆所救後對他一視同仁的對待，是發自內心的仰慕與絕對忠誠。之所以封印魔力的原因是因為自己感應到千年輪的龐大邪念，在壓制邪念時得知製造千年神器的真正內幕，於是跟阿克納姆卡諾講出有關製作千年神器的真相，在阿克納姆卡諾因此病逝後非常後悔將真相說出來；以黑魔導的身分出現在亞圖姆身邊時亦將千年神器的真正真相告知亞圖姆。於和盜賊王巴库拉一戰中發動禁忌的精靈魔法將自己和精靈融合為一，以永遠無法轉生為世作為代價變成「黑魔導」發誓永遠效忠於亞圖姆。最後終於打敗貘良的精靈獸迪爾邦多，漫面中與佐克一戰中曾一度戰敗消失，動畫版是被青眼白龍打倒無法召喚出來後被遊戲給召喚出來對抗大邪神佐克，為了讓遊戲等人在王之名牌上刻下亞圖姆的真正名字與瑪娜以身作盾。最終話在亞圖姆回歸冥界時出現於冥界之門中來迎接他。
於二十周年劇場版《次元的黑暗面》以「守護神官‧瑪哈特」之姿跟隨在亞圖姆身邊。
阿克納帝
配音員： 上別府仁資； 陳幼文； 叶伟麟
六神官最年長者，神官團的領導，管理收納石板的石板神殿。千年眼的擁有者，亦是千年神器的製造者。
真實身分是阿克那姆卡諾的雙胞胎弟弟，瑟特的父親也是亞圖姆的叔父
過去在國家將被鄰國給入侵時，為了保衛國家翻閱黑暗鍊金術書籍找出解決方案時發現千年神器的製作方法，之後向哥哥阿克那姆卡諾以製作千年神器來捍衛國家獲得認同，卻瞞著哥哥阿克那姆卡諾要以犧牲多數生命來製作千年神器的真相經過(動畫版中顯示閱黑暗鍊金術書籍記載著要製造千年神器必需要犧牲多數的人命然後花費七天七夜的時間才能打造出來〈動畫版中即使增加犧牲士兵也在所不惜〉，漫畫中要以九千九百九十九條充滿罪惡的靈魂作為製作千年神器的祭品)，先是要求妻子帶著兒子瑟特隱蔽身為王族的事然後隱居國境旁的村子裡，然後帶領一部份的士兵前往盜賊之村克雷‧艾爾那村屠殺此村的所有居民來製造千年神器，雖然成功將千年神器打造出來，卻差點喚醒將一部份的克雷‧艾爾那村的村民的怨靈給封印在千年輪上然後長眠於冥界石盤上的大邪神佐克·內洛法，因此讓千年眼植入自己的左眼，在結束與鄰國的鬥爭的幾年后與兒子瑟特重逢後流下眼淚並且負責教導他成為六神官。
表面上對犯罪的人也很慈悲，然而內心卻很怨恨哥哥阿克那姆卡諾時非常希望自己的兒子瑟特能取代亞圖姆成為法老王，在亞圖姆一行人與盜賊王巴库拉決戰過後拿走所有的千年神器放置冥界的石盤上喚醒大邪神佐克接受其賜予的黑闇力量成為「黑闇大神官」，更為了讓兒子瑟特成為法老王將他所救的奇莎拉給殺害抽走附身於她身上的精靈「青眼白龍」，還一度操縱瑟特對付亞圖姆，但最後被位於瑟特心中的「青眼白龍」所發出的光芒給消滅，靈魂似乎因此淨化（亞圖姆回歸冥界時有出現，而且為年輕時的正氣樣貌）。
漫畫版在佐克‧內洛法被消滅後靈魂被封進千年積木，只殘留下木乃伊的碎片。
西蒙・蘭姆
配音員： 宮澤正； 官志宏
前代千年鑰匙所有者，外表和武藤雙六十分類似。於原作初登場時是蒙面，在亞圖姆出生後就一直擔任他的隨侍，負責設計王墓。動畫則刪除此一設定。對於闇遊戲能輕易地操作三幻神是激動不已。能夠操縱守候王宮與王城、需要五塊石板封印的魔神「艾克索迪亞」，其實力應是當年的六神官中最強的。後來對上佐克時不敵而戰亡。在亞圖姆回歸冥界時出現於冥界之門中來迎接他。
由於雙六獲得千年積木前曾看到亞圖姆的幻影，亞圖姆稱呼他為西蒙，因此雙六可能是他的轉世。

### 相關人物
阿克那姆卡諾
聲優：コビヤマ洋一； 官志宏
前代的法老王，阿克納帝的雙胞胎哥哥、亞圖姆之亡父同時是瑟特的伯父。而且非常疼愛兒子亞圖姆。
過去在國家將被鄰國給入侵時直接允諾弟弟阿克納帝製造千年神器來保護國家的提案；在結束與鄰國的鬥爭的幾年后，從繼承千年輪的六祭司瑪哈特的口中得知千年神器的真正製造過程後,感到很悲痛不已(即使知道克雷‧艾爾納村是充滿罪犯的村落也是一樣)，由於聽聞製造千年神器必將引起莫大的災難與天譴的後果，於是帶著尚未懂事的亞圖姆前往王族的地下神殿中請求王族的所有先靈將製造千年神器的罪孽與懲裁降臨於自己的身上，最後於病榻前將亞圖姆託付給瑪哈特後病逝。即使已經去世其意志仍然守護著亞圖姆，在亞圖姆一行人與盜賊王巴库拉決戰面臨劣勢時出現引渡克雷‧艾爾那村的所有怨靈並引導他們回歸冥界，還請求冥界中的石板精靈‧哈珊守護亞圖姆。五年前遭闇貘良殺害的夏迪之所以會在現世中復活也是為了保護亞圖姆所做的。當亞圖姆回歸冥界時出現於冥界之門中來迎接他。
瑪娜
配音員： 中尾友紀； 陶敏嫻； 莊巧兒
瑪哈特的女徒弟，與「黑魔導女孩」的外表十分類似。是個調皮、冒失的少女，漫畫中有出現故意躲在大甕裡被瑪哈特給逮到與斥責的情景。對於西蒙批評瑪哈特的舉動有所不滿，因此說出瑪哈特在繼承千年輪的時後就自行封印大半的能力。動畫中有出現使用定身法術定住士兵結果無法解除法術到令師傅不得不幫自己的窘境，後來獨自在河邊練習魔術時遇到尋找亞圖姆的遊戲一行人，還誤認遊戲是亞圖姆，在解開誤會後操縱尼羅河的河水阻擋盜賊王巴库拉的手下。動畫版中與亞圖姆是青梅竹馬，即使亞圖姆成為法老王後還是稱呼他為王子，而且經常沒大沒小總是被瑪哈特給訓斥番。在師傅瑪哈特與盜賊王巴库拉的戰鬥中壯烈犧牲後下定決心成為優秀的魔術師。原作中於佐克一戰後成為下任繼承千年輪的祭司，動畫版中在佐克一戰後目送亞圖姆與遊戲一行人離開，更在亞圖姆回歸冥界時出現於冥界之門中來迎接他。
盜賊王巴库拉（日语音同「貘良」）
配音員： 松本梨香； 劉傑； 黎景全
本身是皇家盜墓之村克雷·艾爾納村的盜賊，同時是克雷·艾爾那村滅族事件中唯一的生還者，外表和闇貘良十分類似，操縱精靈獸「迪爾邦多」。
由於在年少時因為自己的故鄉被王族給摧毀，加上目睹所有族人慘遭殺害的經過，因此對王族產生怨恨企圖收集所有的千年神器打開冥界之門獲得大邪神佐克·內洛法的黑暗力量展開報仇。擁有的精靈獸迪爾邦多雖然一度被歐貝利斯克的巨神兵險被打倒；但在陸續搶到千年寶物後卻不斷進化，最後在吸納所有克雷‧艾爾那村的所有怨靈後成長為精靈超獸。但精靈超獸在克雷‧艾爾那村的怨靈由先王阿克那姆卡諾給引渡至冥界加上在亞圖姆與神官們的攻擊下被消滅下，因此讓自己化為沙子消失，原作自此消滅；動畫版中雖然被闇貘良事為不需要利用的價值而消失，但後來在闇貘良用海馬的魂之力量和佐克的黑暗之力重新復活，最終與迪爾邦多在冥界石盤上成為復活大邪神佐克的祭品。
原作與佐克·內洛法無關，是以自己的意識行動；動畫則是被闇貘良操控在闇貘良暫時脫離時恢復原狀。
奇莎拉
配音員： 中川里江； 陶敏嫻
有著雪白肌膚和藍色瞳孔的謎樣少女，過去經歷等等完全不明，是個恬靜而溫和的少女。很可能是歐洲人而非埃及人。由於長相與其他人大不相同，因而遭到村莊居民的迫害後被瑟特所救。
動畫版中曾於過去年少時被人口販子所抓要被賣掉時被年少的瑟特所救；當瑟特遇險時為了保他解放出體內的精靈然後殺掉人口販子。體內的精靈為強大無比的「青眼白龍」，但是精靈與魂魄卻是一體的；因此精靈出現時就會昏厥。漫畫版中阿克納帝為了將白龍抽出而殺掉她，動畫版為了保護瑟特而擋下阿克納帝的攻擊而亡，之後在瑟特被阿克納帝的怨靈給操控時出現於瑟特的意識中消滅阿克納帝的怨靈，並且告訴瑟特說他的心有自己的存在是不會被闇黑力量給束縛。
卡牌「青色眼睛的少女」即是以奇莎拉为原型创作。
哈珊
聲優：池田政典
戴著黃金面具的神秘人物，是守護冥界與埃及王朝的石板精靈。漫畫版中被闇貘良稱為夢幻的NPC，是唯一不受玩家所操控的角色，
初次登場時救下掉入山崖下方的亞圖姆並且告知他有關大邪神佐克即將復活的訊息，由於受先王阿克那姆卡諾的請求下守護亞圖姆，因此在克雷‧艾爾納村的地下神殿裡受到召喚登場，並出面對抗「黑暗大神官」阿克納帝。漫畫版中只有亞圖姆與遊戲一行人看得到他，動畫版中改為西蒙一夥人可以看得到他。最後為了對抗大邪神佐克，挺身而出保護亞圖姆抵擋佐克的攻擊時，現出真面目—夏迪而消失。
「黑暗大邪神」佐克・內洛法
聲優：海津義孝
簡稱「大邪神佐克」。統領無數不死之身的死靈骷髏大軍、君臨黑暗的大邪神，象徵絕對不死之身的黑暗，闇貘良的真面目。在阿克納帝所製造千年神器時將一部份的克雷‧艾爾那村的村民的怨靈給封印在千年輪上面進而產生出闇貘良；讓闇貘良用所有的千年神器打開冥界之門在現世中復活，用自身強大的黑暗力量將全世界完全給破壞殆盡。
當闇貘良和阿克納帝所有的千年神器放入冥界石板上復活後以壓倒性實力擊敗亞圖姆一行人的戰鬥怪獸（動畫也增加遊戲一行人所召喚的戰鬥怪獸，包含三幻神、青眼白龍、青眼究極龍與龍騎士之神等）令遊戲一行人趕來支援，在攻擊將王者之名傳給亞圖姆的遊戲一行人時被海馬給阻擋（漫畫版是夏迪），最後與其死靈骷髏大軍被獲得王者之名的亞圖姆將三幻神合體召喚出的「光之創造神」赫爾阿克帝給消滅殆盡。
必殺技為「佐克萬劫地獄」、「佐克火焰炮」和「佐克不死之身」、「黑暗之力」、「黑暗切裂」，動畫版中擁有日蚀現向的特殊能力也有「佐克黑暗斬擊」的招式。
原作和動畫版的造型是一個股間長有龍頭的惡魔，此造型在文庫版做些修飾。連載初期中於TRPG裡登場的魔王佐克完全不一樣（聲優：飯塚昭三）的攻擊招式則為「魔手刀閃」、「ダーク・カタストロフィー」。最後遊戲一行人在闇遊戲幫忙下才能夠打倒魔王佐克。
「光之創造神」赫爾阿克帝
聲優：深見梨加
以三幻神合體而成的女神，象徵絕對能夠劃破黑暗的創世光明。
在亞圖姆獲得王者之名將三幻神合體所召喚出來的瞬間以「光創生/創生之光/創生光/創世之光」徹底消滅大邪神佐克與其率領不死之身的死靈骷髏大軍，並且戰後向亞圖姆表示他在三千年前由於無法靠自己的力量擊敗大邪神佐克，所以只能選擇把自己與佐克給封印在冥界之門的過去；直至三千年後他靠著自己無可取代的夥伴和好朋友們（意即遊戲一行人）的幫助下才能戰勝大邪神佐克。
其名字是對應埃及的複合神「拉·哈拉胡提」（Ra-Horakhty），為太陽神‧拉與王權守護神‧荷露斯的結合體。

## 其他人物
夏迪・辛
配音員：動畫第一作： 鹽澤兼人；動畫第二作： 佐佐木望； 于正昌（第40集）→陳幼文（第85集起）
守護法老王回歸冥界的埃及人，擁有千年鑰匙與千年天秤。
對於拚好千年積木的人十分好奇，因此在看見遊戲時，便進入其內心探查。
漫畫版在制裁美術館長時，手裡拿著千年積木時巧遇遊戲，進去以後與闇遊戲進行對決，在落入陷阱時被闇遊戲所救後因不服再次策畫另一場黑暗遊戲。
高橋老師曾說過，身為守墓者的夏迪在未畫出的故事裡，總是默默地守護著遊戲。
動畫第二作改為貝卡斯的千年眼被奪走後出現在遊戲面前，並進入闇遊戲的心之迷宮後落入陷阱時被表遊戲所救。之後因表遊戲的求情而進入另一間房間，這間房間放滿刻有戰鬥怪獸的石板，並為表遊戲講解戰鬥怪卡的由來，此時被黑魔導阻攔，本想召喚青眼白龍，卻目睹只效忠法老的黑魔導聽從表遊戲的命令停止攻擊，而察覺到闇遊戲的真實身分，與他就是守墓一族三千年來在等待的無名法老。
戰鬥城市篇中出現在飛船上救下本田與御伽，在探訪其他族人後去見遊戲，告知遊戲貝卡斯創造戰鬥怪獸卡與三幻神的創造過程。
記憶篇裡與遊戲等人在地下神殿見面，坦言自己在五年前就已被闇貘良給殺害，早就已是亡者的姿態，現在之所以還在現世全是靠著千年神器的力量與自身的使命並未完成。闇遊戲(亞圖姆)在與佐克‧內洛法對決時，因捨身守護讓面具碎裂讓闇遊戲才知道他就是哈珊，奉亞圖姆父親的命令不惜一切代價的守護亞圖姆。
在新作劇場版中，創辦一個組織收容許多孤兒，藍神與瑟菈也是被他救起並收容，而這組織的目的是為了保護當時尚未覺醒的闇遊戲並且追尋他的靈魂。
伊修達爾夫人
聲優：日比野朱里
伊西絲和馬利克的親生母親，利希德的養母，是個十分溫柔的女性。
撿到被遺棄的利希德後的五年後生下伊西絲，而生下伊西絲的四年後生下馬利克時因難產而去世。相當很疼愛利希德將他視如己出的養育，因曾生不出男孩亦想過要直接收養利希德，在去世前拜託利希德要好好照顧馬利克。

## 動畫版原創人物

### 動畫版第一作
女郎蜘蛛のジロウ
聲優：大場真人 －第2集登場
赤星昇太郎
聲優：島田敏 －第4集登場
灰山聲優
聲優：阪口大助 －第7集登場
リドリー・シェルダン
聲優：大塚周夫） －第8集登場
海馬遊戲四天王之一。
麻由美
聲優：住友優子 －第10集登場
童部
聲優：飛田展男 －第11集登場
不破龍一
聲優：堀川りょう －第12、24集登場
海馬遊戲四天王之一。
影山リサ
聲優：山崎和佳奈 －第15集登場
影山三姊妹B、C
聲優：宇和川惠美、前田近美） －第15集登場
豪遊カケル
聲優：銀河萬丈 －第16集登場
櫻井美雪
聲優：天野由梨 －第16集登場
アイリーン・ラオ
聲優：冨永みーな －第17、24集登場
海馬遊戲四天王之一。
平田（ひらた）
聲優：私市淳 －第17集登場
姫小路薫子
聲優：冬馬由美 －第19集登場
大門
聲優：槐柳二 －第20集登場
海馬遊戲四天王之一。

### 動畫版第二作
瑪莉
配音員： 仙台エリ； 馮美麗
出現在〈五巨頭〉篇，在戰鬥怪獸冒險遊戲世界中長相與圭平神似的「柯蘭朵國」的公主，與西方鄰國「可斯達國」的王子都是要被選為貢獻給五頭神龍之祭品，但是由圭平提議私下交換身分使自己不必被獻祭（海馬在遊戲世界中被人誤認為是西方鄰國「可斯達國」的王子而被帶去獻祭給五頭神龍）。真面目為「神聖精靈」。
海馬乃亞
配音員： 橫山智佐； 陶敏嫻； 譚淑英
海馬剛三郎的親生兒子，使用諾亞方舟牌組。
由於身為海馬集團社長海馬剛三郎的獨生子，所以深受父親剛三郎的寵愛與關住，在父親剛三郎雇用所有投入的人才下接受許多的菁英與英才教育，讓自己能夠以各種領域中君臨世界的特高層頂點擁有帝王之名的人，為了不辜負父親剛三郎的盼望與期待所以一直拼命努力學習，原本要成為海馬集團的下任繼承者，可是卻發生車禍意外而不幸過世，導致父親剛三郎為了讓自己能夠活下去將自己的意識存入電腦空間。可是長年居住在虛擬世界與依靠機器之下讓自己的人格受到扭曲，最後因為父親剛三郎不再看望自己導致自己的性格也跟著變異，當父親受海馬（剛三郎為了要將自己在現世復活要利用的替代軀體，於是將海馬與他的弟弟圭平給收為養子）給逼入絕境而逝世後為了找海馬展開復仇，在暗中將戰鬥飛行船的飛行路線更改為海底要塞將海馬和遊戲等人帶入虛擬世界裡，途中還收五巨頭做為部下，先讓他們向海馬和遊戲等人展開復仇，最後五巨頭在與遊戲跟城之內的總決戰敗北，將他們在電腦空間的深淵給抹殺掉。
雖然與海馬展開對決時因挾持海馬的弟弟圭平而獲勝，但被承接海馬的遊戲給擊敗後因他對自己露出同情的表情，所以企圖附身在遊戲的身上卻不知道遊戲有兩個人格，所以看見的記憶其實是闇遊戲的記憶後被彈開，也讓闇遊戲亦也從自己的記憶中得知他們在虛擬世界中，連身軀則是待在現實的海底要塞，當父親剛三郎出現告訴海馬與遊戲等人說出真相後才明白自己只不過是被父親剛三郎給利用的棋子。雖然想用圭平的身體離開要塞時卻受到圭平的單純而放棄，決定利用圭平的身軀協助所有人從虛擬世界回到現實，然後拜託遊戲去將還在與剛三郎決鬥的海馬給帶離虛擬世界，最後成功將遊戲等人平安送出現實後返回虛擬世界並破壞出口，化為光網將父親剛三郎給束縛住後與他同歸於盡。
蕾貝卡・波普基斯
配音員： 田上香織； 陶敏嫻； 龍德瓊
12歲，亞瑟的孫女，金色雙馬尾、戴眼鏡，具有大學學歷的天才少女，身邊有一隻泰迪熊。在繼盜賊奇士後成為新任的美國怪獸決鬥者冠軍。擅長利用以生命值恢復戰術來削減對方生命值為主的多種戰法，牌組以「鑽石龍王」為王牌和生命值戰術為主所組成的混合型牌組。
登場時以為是雙六盜取爺爺的青眼白龍向表遊戲挑戰，在「擊敗」表遊戲並解開誤會之後對他產生鍾情，總是經常稱呼表遊戲「達令」令杏子經常吃醋。雖然和杏子很喜歡遊戲，但是兩人的不同點是喜歡的是表遊戲，而杏子喜歡闇遊戲下因此並非情敵。
杜馬篇中因為闇遊戲和杜馬的對決輸掉導致表遊戲的靈魂被封印而對闇遊戲感到不諒解，在協助闇遊戲與海馬潛入海馬公司時展現高超的駭客技術，並問海馬將來防火牆是否要交給自己來重寫使海馬亦表示會考慮是否要雇用自己。
亞瑟・波普基斯
聲優： 小高三良； 劉傑（第41、42集）→陳幼文（第146集起）
雙六的老友；在原作中僅是照片中的人物，是動畫原創角色蕾貝卡的爺爺。和雙六同樣是魔法&巫術的愛好收藏者，甚至在比賽時收集「古代龍」的全套卡，不過因雙六搶先收集到「古代之門」而獲勝。
在考古探險的時候遇難和雙六被困住、而剩餘的水只夠一個人喝，兩人便以決鬥的方式來爭奪水。由於雙六故意敗北將最後一口水讓給瀕死的自己，因此在深受感動之際便將自己最珍貴的卡片「青眼白龍」送給雙六當作謝禮，結果被孫女蕾貝卡誤會成是雙六偷取自己的卡片，當蕾貝卡跟表遊戲盡行決鬥比賽然後「獲勝」後，出面跟蕾貝卡解釋事情的經過與真相。杜馬篇時因為在亞特蘭提斯浮出的緣故因此看得懂古代文字，曾一度被杜馬組織的人給強行帶走，隨後被拉費爾給私下釋放，之後解讀出的資料後向遊戲等人說明達茲的真實身分是亞特蘭提斯的遠古國王的真相。

#### 杜馬篇
達茲
配音員： 絵麻緒ゆう； 劉傑； 張雪儀
杜馬的首領，也是足以操縱大國政治的巨大公司：帕拉迪晤斯的首腦，其真實身分是一萬年前的亞特蘭提斯國王。使用奧雷卡爾克斯牌組。
由於亞特蘭提斯因奧雷卡爾克斯的力量而腐敗，導致人民受到演化成怪物，就連愛妻伊奧蕾也因而變成怪物，導致自己逼不得已殺害愛妻。在接觸奧雷卡爾克斯的力量後整個人身心徹底魔化，徹底明白人類無法戰勝內心黑暗面，試圖將奧雷卡爾克斯之神復活藉此讓歷史重來藉此徹底毀滅人類，創造出能真正戰勝內心黑暗的人。雖然在「石之荒野戰役」被傳說之龍與父親艾恩哈特、女兒克莉絲的阻撓下以失敗告終，但還是以永恆的生命繼續生存一萬年且在暗中不斷操縱歷史，同時也看見闇遊戲的過去。
現今藉由持續不断收集人类的灵魂使奧雷卡爾克斯之神再次复活，還知道讓奧雷卡爾克斯之神復活必須要打開禁忌之門以及被選中的決鬥者的靈魂做為祭品的方法，因此奪走神之卡打開禁忌之門並派遣杜馬三槍手對付遊戲一行人藉此奪走他們的靈魂。
杜馬三槍手全被擊敗後，親自出馬對抗闇遊戲與海馬。由於在最後的決鬥中敗給闇遊戲，使得貢獻闇遊戲三人作為祭品宣告失敗，因此將自身作為祭品使奧雷卡爾克斯之神復活，後來奧雷卡爾克斯之神還與三幻神在天空展開神與神的生死之戰，結果以三幻神戰勝、所有作為祭品的靈魂全都被釋放落幕。不料他卻以奧雷卡爾克斯之神的真面目：地球之闇現身，在闇遊戲將地球之闇給封印起來後終於改邪歸正，並在父親艾恩哈特與女兒克莉絲前來迎接下就此安息。

##### 杜馬三槍手
達茲旗下的三大幹部，童年時其一生命運即被達茲所決定。其實他們都是達茲特別挑選出來的棋子，因為達茲有預感傳說之龍總有一天會復活而賦予他們此命運，當然他們的靈魂也是必須奉獻給奧雷卡爾克斯之神的祭品。
拉費爾
配音員： 川原慶久/長濱滿里子(幼少期)； 官志宏
杜馬三槍手之一，也是杜馬三槍手實際上的領袖，專門對付闇遊戲。使用守護者牌組。
原本出身在贵族世家。童年時的某个生日與家人乘坐著豪華郵輪，得到妹妹茱莉娅和弟弟索尼亚历经寻找之后获得的“守护者·艾托斯”的卡片。然而在船隻航行途中经过海底火山爆发的范围内而发生事故，更在海難中失去父母與弟弟索尼亚與妹妹茱莉娅（其實是達茲在暗中操縱），唯獨自己在海上孤岛中生活三年，在這期间与自己的“守护者·艾托斯”等卡片怪獸们产生极强烈的羁绊。最后被经过孤岛的海船所救，回到自己的家，但由于家人遇难，導致父親遺产被惡劣亲戚給强占而对这个世界产生迷茫和厌倦。在达茲的指引下加入杜馬，成为杜馬的三槍手之一並自此服從達茲。初次決鬥時還打敗闇遊戲。在第二次決鬥時，因闇遊戲為他淨化內心的黑暗，雖然輸給闇遊戲，逃離被奧雷卡爾克斯結界給奪走自己的靈魂的命運，所以是杜馬中唯一一位輸掉決鬥卻沒有被奪走靈魂的人，在大樓倒塌時將闇遊戲拋開，並給他們裝有杜馬根據地地圖的隨身晶片。大樓倒塌平安脫困以後救出失去靈魂的孔雀舞與瓦龍後趕往根據地企圖說服達茲時得知真相感到悲憤之際與他決鬥，結果不敵達茲也讓靈魂也隨之被奪走。在闇遊戲打敗奧雷卡爾克斯之神後靈魂與家人一起獲得解放。實力能夠達到跟闇遊戲旗鼓相當的水平（一勝一敗），同時勝過孔雀舞。第220集出現在凱旋門。
亞曼爾達
配音員： 家村幸成/歌原仁美(幼少期)； 于正昌、馮美麗(幼少期)； 何偉誠
杜馬三槍手之一，專門對付海馬。前期使用炎屬性惡魔牌組，後期使用軍事牌組。義大利人，童年時因海馬剛三郎的軍事開發失去父母和最心愛的弟弟米爾可（其實是達茲在暗中操縱），因此打從心底的憎恨海馬。可是對海馬的弟弟圭平却没有敌意，甚至在被吸取灵魂前把圭平看成自己的弟弟米爾可，将弟弟遗留的玩具机器人交給他的手中。在飛機上與海馬展開最後決鬥時，被海馬指責他只是發洩自己無力救弟弟的憤怒並說他無法保護自己的弟弟米爾可，並表示自己是絕對會用盡任何手段來拯救圭平。在闇遊戲打敗奧雷卡爾克斯之神後靈魂與弟弟米爾可一起獲得解放。雖然初次跟海馬在決鬥者王國決鬥時打成平手，但在飛機上的再次決鬥敗於海馬。第198集出現在比薩斜塔。第220集出現在某棟舊屋。
瓦龍
配音員： 前田剛； 劉傑
杜馬三槍手之一，專門對付城之內。使用盔甲牌組。自幼時就失去雙親在孤兒院長大。在被人所製造的火災中失去依靠（其實是達茲在暗中操縱），最后杀害燒毀自己成長的孤兒院的四个人而入獄。在狱中也斗殴连连。后来在唯一一次能获得自由的机会中用牌组将其余的对手全部击败，被达茲选中释放因此投靠他。暗戀孔雀舞，曾表示自己跟孔雀舞一樣都是人生以勝利為目標的人，並希望孔雀舞成為自己的戀人。一直渴望與城之內對決還表示與他的決鬥不可能讓給任何人，就算是內心暗戀的孔雀舞也一樣。與御伽、蕾貝卡決鬥時未發動結界就打贏兩人，只是實力還是敗於城之內。在闇遊戲打敗奧雷卡爾克斯之神後靈魂與孔雀舞一起獲得解放。第198集出現在聖家堂。第220集出現在濱海公路上。
艾恩哈特
配音員：屋良有作； 陳幼文
達茲的父親，克莉絲的祖父，亞特蘭提斯的前任國王。
在達茲因為看見亞特蘭提斯受到奧雷卡爾克斯之神的力量陷入腐敗，打算用奧雷卡爾克斯之神的力量來毀滅一切藉此改變歷史，因此極力反對兒子達茲利用奧雷卡爾克斯之神的力量來毀滅國家亞特蘭提斯，之後和孫女克莉絲一起求助傳說之龍阻止達茲與他對抗。在現世與孫女克莉絲救下因火車脫軌而摔落峽谷的闇遊戲與杏子，並指引闇遊戲前往靈魂交集之地與遊戲對決。後因闇遊戲被迫與奧雷卡爾克斯的獸戰士展開對決時賭命將迪馬歐斯之眼送給闇遊戲的途中慘遭雷擊。在闇遊戲將地球之闇給封印起來後，對闇遊戲說聲道謝還告知達茲說出闇遊戲已經幫他抵銷由他必須承擔的罪名的實情，迎接達茲後就此安息。
克莉絲
配音員： 樋口智惠子→谷內友美； 陶敏嫻； 莊巧兒
達茲的女兒，艾恩哈特的孫女，亞特蘭提斯的公主。
當父親達茲企圖復活奧雷卡爾克斯之神毀滅亞特蘭提斯藉此改變歷史，和祖父艾恩哈特一起求助傳說之龍阻止父親達茲。在現世與祖父艾恩哈特救下因火車脫軌而摔落峽谷的闇遊戲與杏子，並指引闇遊戲前往靈魂交集之地與遊戲對決。之後在後因闇遊戲被迫與奧雷卡爾克斯的獸戰士展開對決時從祖父艾恩哈特的手中接過迪馬歐斯之眼並將此卡送給闇遊戲的途中慘遭雷擊。在闇遊戲成功封印地球之闇後出現對闇遊戲拯救父親達茲的心說聲道謝，並且向父親達茲表示母親伊奧蕾也已在等著他們一同長眠，迎接達茲後就此安息。

#### 海馬集團大賽篇
奇古·羅伊德
配音員： 津田英佑/薛宏美(幼少期)； 陳幼文、陶敏嫻(幼少期)
真名「奇古·佛利德」，外號「歐洲的不敗貴公子」，亦是電腦天才。態度傲慢且自信過度，留及腰粉紅長髮，喜愛女性化打扮與行為舉止，性向成謎。使用女武神牌組。
朱雷達集團社長，和海馬集團一樣也是以開發遊戲軟體為產業的跨國企業，排名為歐洲第一。
自家集團在剛三郎還是社長時與海馬集團同樣為武器製造集團，然而其排名卻一直排在海馬集團之後。從小就被賦予接班大任的他接受擁有多年歷史的家族家訓（就是不管遇見任何敵人都絕對不會向對方低頭認輸），並以超越海馬集團為目標。當家族集團的業績在對抗海馬集團時卻也相對的一直下滑，父親還因為心理壓力加上長期疲勞不得不退位。接班後，將公司全面從軍需產業轉型為遊戲娛樂業，某日接獲海馬集團也跟進的消息時，便開始日以繼夜的努力開發「虛擬影像系統」跟國際幻象社社長貝卡斯簽約合作，不料此系統的專利權卻因為海馬搶先一步取得而無能如願，自此對海馬和其集團產生強烈的敵意。
在海馬集團大賽舉辦時趁機展開復仇行動並且化名羅伊德參加比賽，並在大賽中蓄意製造電腦病毒入侵海馬集團主電腦藉以擾亂大賽的同時擊敗不少的對手（包括城之內），但在決賽中被海馬給揭發自己的行為並且在對戰中落敗，當弟弟雷恩跟遊戲展開總決賽中把自己所收集到、在與海馬決鬥時未能用上、帶有電腦病毒的環境魔法卡「史特龍貝爾克的金色城堡」交給他。
原本打算在雷恩使用「史特龍貝爾克的金色城堡」時破壞海馬集團主電腦和整個決鬥怪獸系統，卻不知道「史特龍貝爾克的金色城堡」要求對方需支付一半牌組為代價來維持效果，讓闇遊戲反而故意削減自己的牌組到只剩一張卡，造成「史特龍貝爾克的金色城堡」無法繼續存在而自滅，讓海馬把所有程式連接到備份系統重新啓動使主電腦恢復正常，當雷恩敗給闇遊戲、海馬表示主電腦恢復正常時，使得他仍然無法接受敵不過海馬的事實，但在弟弟雷恩的勸說下決定重頭來過。完結篇中在國際幻象社成功說服貝卡斯跟自己家族的集團合作。
雷恩·威爾森
配音員： 野口聖古； 劉傑
真名「雷恩·哈爾特」，奇古的弟弟，外號「奇蹟的天才少年」，熱愛戰鬥怪獸卡的精神亦被雙六承認為真正的決鬥者，非常崇拜遊戲亦為他的忠實粉絲，夢想有朝一日能與他決鬥。使用與童話故事相關的童話牌組是請貝卡斯幫忙設計的。
雖然很喜歡戰鬥怪獸卡卻因為受到家人反對，所以只好以假名的方式參加許多比賽並勝出。在海馬集團大賽中擊敗不少的對手（包括蕾貝卡），但在跟遊戲決鬥前完全沒有發現哥哥奇古利用電腦病毒侵略海馬集團主電腦藉以擾亂大賽，並且在決賽上從哥哥奇古的手中拿到藏匿著破壞海馬集團主電腦和整個決鬥怪獸系統的電腦病毒的環境魔法卡「史特龍貝爾克的金色城堡」，儘管想要挽救卻無能為力。當遊戲破解「史特龍貝爾克的金色城堡」的效果時發揮出實力跟他較量卻落敗，並在賽後說服哥哥奇古放下對海馬集團的仇恨。完結篇中在國際幻象社成功說服貝卡斯跟自己家族的集團合作。
薇薇安·翁
配音員： 田中理惠； 馮美麗
來自中國的女性決鬥者，黑色的头发，包子头，双马尾，身穿黄色旗袍是她的特徵。梦想是和武藤游戏或海马濑人组成最强决斗情侣。使用的是由具有中国特色的卡牌组成的中國功夫牌阻。雖然实力较好但比不上孔雀舞和蕾貝卡。
KC杯第一轮对上蕾贝卡卻被打败。之后又诱拐武藤游戏的爷爷雙六挑起跟游戏的决斗中被打败。完結篇於萬里長城與孔雀舞向迷宮兄弟展開決鬥。

## 劇場版

### 第一作 真紅眼黑龍
青山翔吾
聲優：山田榮子
個性懦弱、怪獸卡決鬥幾乎沒有勝過的少年，對自己很沒有信心。在買卡片時抽到超級稀有卡－真紅眼黑龍，即使得到真紅眼黑龍卻認為自己已經天下無敵手，反而不願進行怪獸卡決鬥。
後海馬瀨人想要搶奪真紅眼黑龍，讓看不慣的遊戲便決定幫助自己，去參加海馬為了搶真紅眼黑龍而舉辦的怪獸卡大賽。經過城之內的勸說後突破心防想開後的闇遊戲便將真紅眼黑龍及隕石龍融合成隕石魔龍，擊敗海馬以邪惡的枷鎖鎖住的三隻青眼白龍。最終能夠快樂的跟遊戲等人玩戰鬥怪獸卡然後不再疑惑。